# Майтаков, Георгий Григорьевич
Георгий Григорьевич Майтако́в (р. 1948) — депутат Государственной думы второго и третьего созывов.

## Биография
Окончил Тихоокеанское Высшее военно-морское училище им. С. О. Макарова, Военно-морскую академию им. А. А. Гречко, Высшую коммерческую школу Дальневосточного государственного технического университета. Служил в ВМФ, был начальником разведки Тихоокеанского флота. Вышел в отставку в звании капитана 1-го ранга.
Работал полномочным представителем Республики Хакасии в Приморском крае, затем до избрания в Государственную Думу был советником по экономическим вопросам республиканского Хакасского культурного центра.
В Государственной Думе второго созыва был членом депутатской группы «Народовластие», членом комитета Государственной Думы по безопасности, членом подкомитета по законодательству в сфере госбезопасности, внешней разведки и охраны границы. В Госдуме третьего созыва был заместителем председателя Комитета по безопасности.